# ロバート・マクブライド
ロバート・マクブライド（Robert McBride、1911年2月20日 - 2007年7月1日）は、アメリカ合衆国の作曲家。
アリゾナ州ツーソン出身。幼いころからクラリネット、オーボエ、サクソフォーン、ピアノを学んだ。アリゾナ大学でオットー・ルーニングに作曲を学び、1933年に学士号を、1935年に修士号を取得した。1935年から1946年までベニントン大学で教鞭をとった後、ニューヨークに移住した。ニューヨークではトライアンフ映画社の作曲家兼アレンジャーとして『Farewell to Yesterday』（1950）、『The Man with My Face』（1951）、『Garden of Eden』（1954）などの映画音楽を担当した。しかしテレビが映画にとって代わるようになったため、1957年に母校に戻って、1976年まで教壇に立った。
作品にはバレエ、ジャズの小品、器楽曲、室内楽曲、管弦楽曲などがある。その多くには『スウィングのアリアとトッカータ』のようなキャッチーなタイトルがついており、軽いものからシリアスなものまで幅広い。

## 文献
- Gilbert, Steven E. 2001. "McBride, Robert (Guyn)". The New Grove Dictionary of Music and Musicians, edited by Stanley Sadie and JohnTyrrell. New York: Grove's Dictionaries.
- Reel, James. 2007. "Robert McBride" (obituary). Arizona Public Media blogs (July 16).